# ورتش‌سولوش
ورتش‌سولوش (به مجاری: Vértesszőlős) یک شهرداری در مجارستان و در ناحیه تاتابانیا واقع شده‌است. طبق آمار اول ژانویهٔ سال ۲۰۱۸، جمعیت آن برابر با ۳٬۰۹۲ نفر است و ۱۷٫۱۲ کیلومتر مربع مساحت دارد.

## تاریخچه

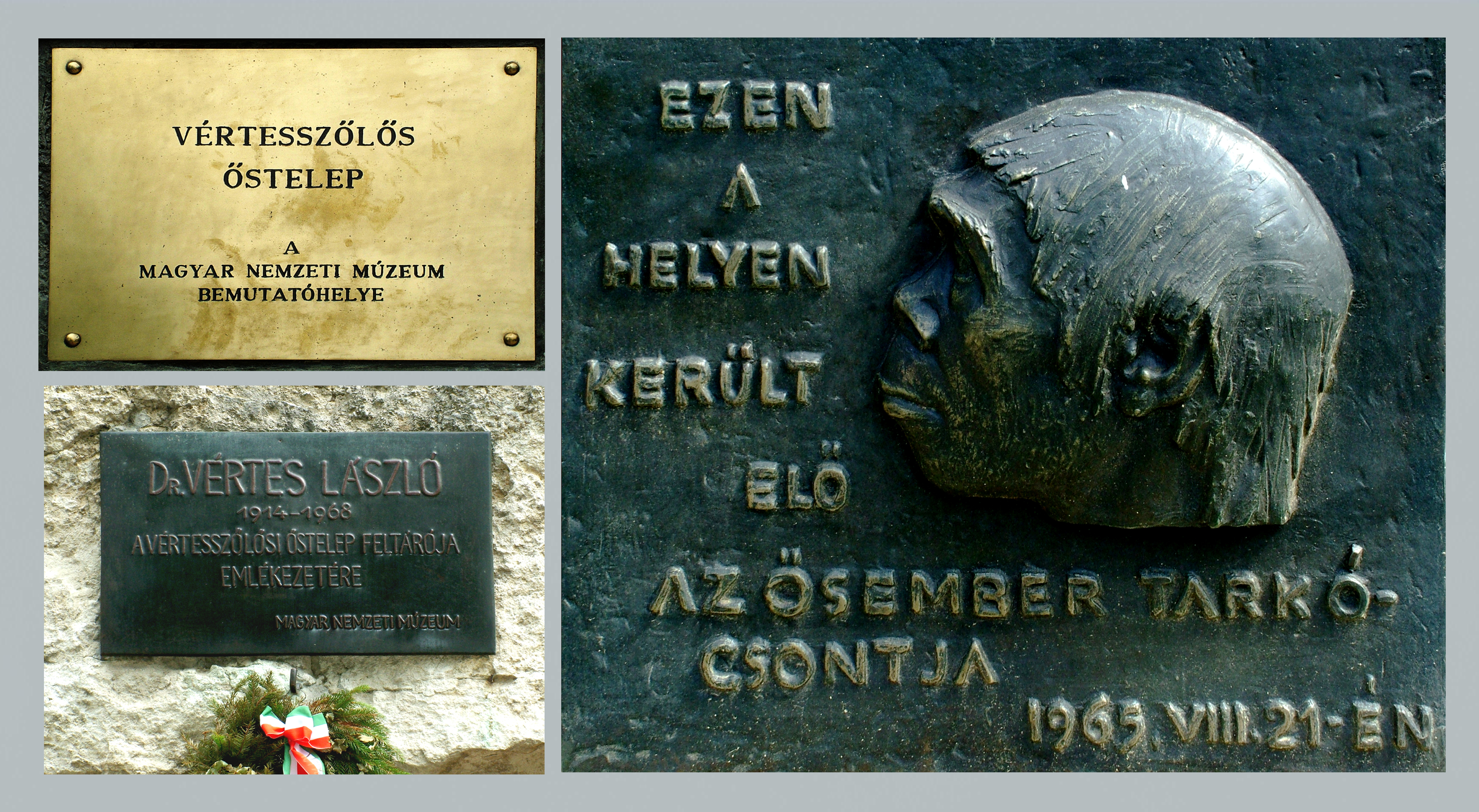
محل سکونت انسان اولیه در ورتش‌سولوش

در ۲۱ اوت ۱۹۶۵ باستانشناسان یک تکه استخوان پس‌سری و بقایای حضور انسان ابتدایی از قبیل هیمه و جای تکه کردن شکار پیدا کردند. تکهٔ استخوان که نام شاموئل (مجاری: Sámuel) بر آن نهاندند و با نام کوتاه شامو معروف شد، در ابتدا توسط آندور توما (به مجاری: Andor Thoma)، انسان‌شناس به‌عنوان انسان راست‌قامت با قدمت ۵۰۰ هزار سال شناسایی شد. پس از تحقیقات بیشتر، مشخص شد که استخوان‌ها جوانتر و مربوط به انسان هایدلبرگی با قدمت حدود ۲۵۰ تا ۳۰۰ هزار سال است. در نتیجه انسان ابتدایی در ورتش‌سولوش در دورهٔ یخبندان میندل زندگی می‌کرده‌است. موزه‌ای در روستا دایر شده و امکان بازدید از سنگواره‌های رد پای انسان برای عموم وجود دارد.

## جستارهای وابسته

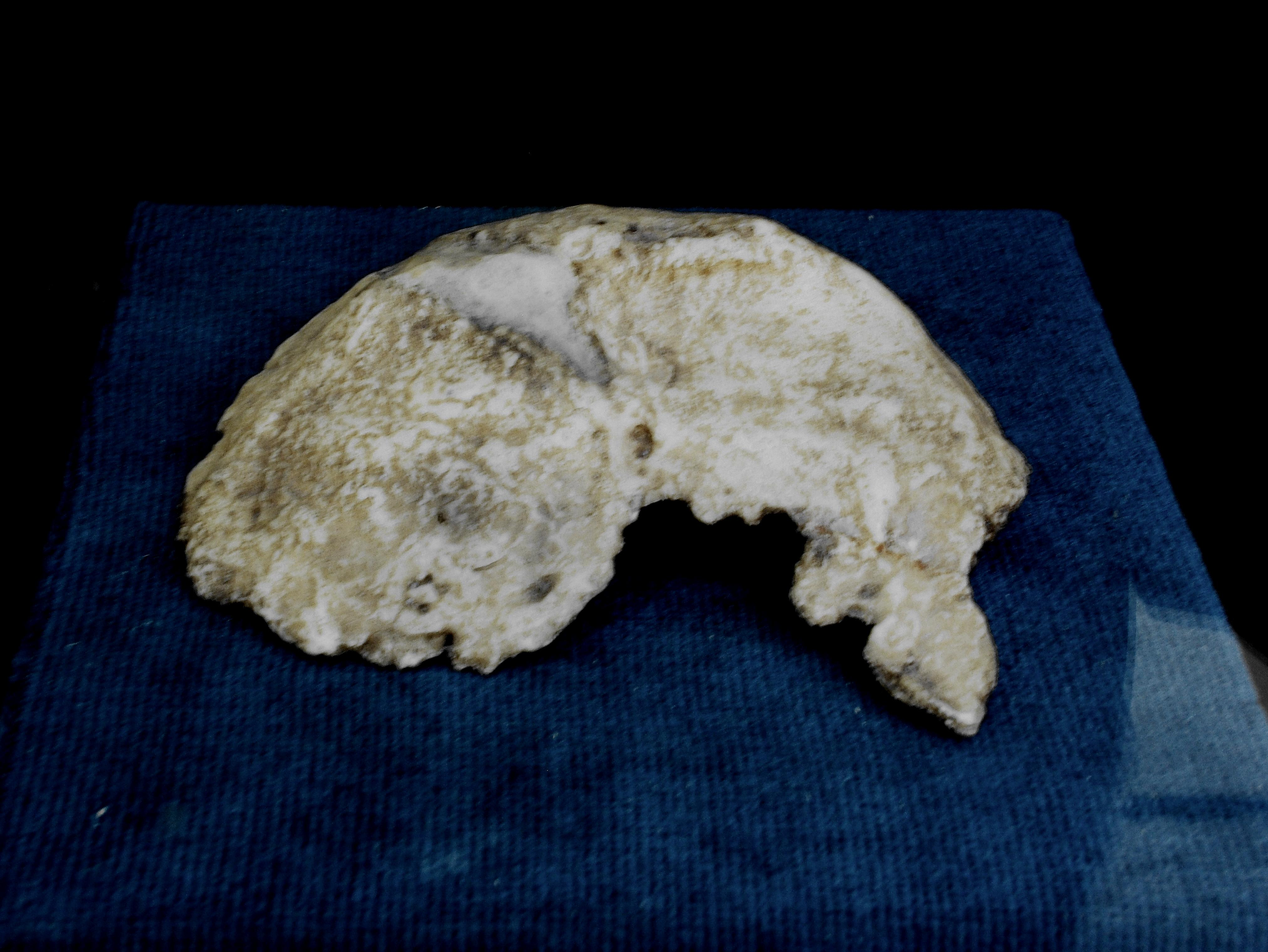
استخوان یافت شده در ورتش‌سولوش به نام شامو